# سفر (تورات)

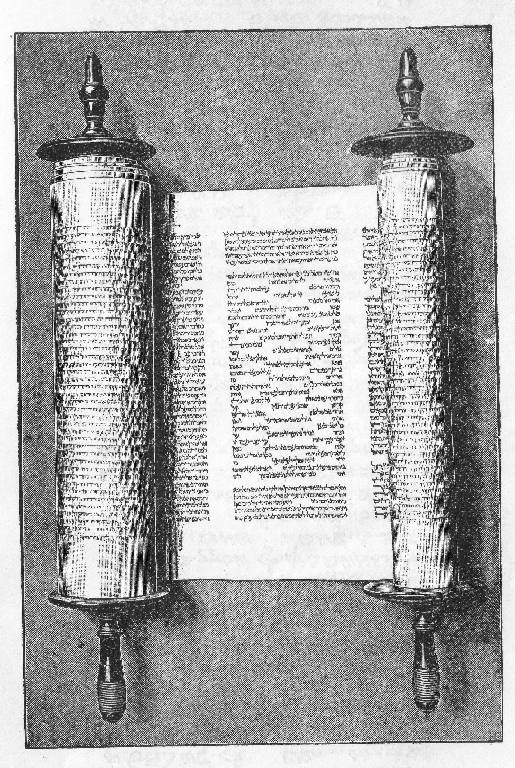
سفر (کتاب) ی از تورات

سِفر واژه‌ای عبری است، که به معنی کتاب و نسک است. در عربی جمع شکسته یا مکسرِ ش اَسفار است. این واژه در زبان فارسی کاربرد ویژه یافته است و برای نامیدنِ پنج کتاب تورات یا همهٔ عهد قدیم به کار می‌رود. اسفار خمسه یا پنجگانه عبارت اند از: سفر پیدایش، سفر خروج، سفر لاویان، سفر اعداد، سفر تثنیه.
بیش‌تر یهودیان معتقد هستند که تورات به دو صورت کتبی و شفاهی، در مدت چهل سال اقامت بنی اسرائیل در بیابان بر موسی نازل شد و او آن را بر قوم خود آموخت و این مطالب بر سطح دو لوح سنگی بود. در این کتاب (تورات) که دستورات اصلی مربوط به راه و رسم زندگی اخلاقی و جسمانی آمده است، از ابتدای آفرینش شروع و با بیان مرگ حضرت موسی (ع)، قبل از تسخیر کنعان توسط بنی اسرائیل، تمام شده است. باید گفت که یکی از مجموعه کتاب‌های دینی یهودیان که به اختصار «تنخ» می‌گویند.

در لغتنامه دهخدا: 
پنج کتاب نخستین توریة که عبارت است از: سِفْرِ تکوین ، سِفْرِ خروج ، سِفْرِ لاویان ، سِفْرِ اعداد و سِفْرِ استثناء . یهودیان و کاتولیکان اسفار خمسه را از خود موسی ( ع ) و تألیف آنرا در حدود قرن پانزدهم ق. م. می دانند، ولی دانشمندان بر خلاف تاریخ تألیف آنها را مدتی طویل پس از موسی می شمرند.
"تورا" یا "اسفار خمسه" معروف به شریعت حضرت موسی است.

## اسفار خمسه
۱- سفر تکوین یا پیدایش؛ در اینجا داستان آفرینش جهان و سلسلةالنسب انسان، سرگذشتی از آدم و حوا، نوح، ابراهیم، لوط، اسماعیل، اسحاق، یعقوب و فرزندان اوست و با سرگذشت مرگ حضرت یوسف به پایان می‌رسد.
۲- سفر خروج؛ در اینجا مطالبی، چون ماجرای بردگی بنی اسرائیل در مصر، تولد و پیامبری حضرت موسی (ع)، خروج بنی اسرائیل از مصر و سرگردانی آن‌ها در بیابان است. در این سفر خروج، احکام بسیاری گفته شده و اعطای ده فرمان یا «احکام عشره» به حضرت موسی (ع) در همین بخش است.
۳- سفر لاویان؛ شامل احکام دینی و شرعی و آداب و قواعدی است که درواقع به‌منزله کتاب راهنمای کاهنان بنی اسرائیل از «سبط لاوی» آداب عبادت در معبد و حدود طهارت و پاکي و اوقات مقدس و اعياد خاص است.
۴- سفر اعداد؛ شامل مسافرت بنی اسرائیل در دشت (بیابان) و حوادثی که بین راه مصر و سرزمین موعود بر این قوم گذشت و فتح اراضی کنعان است.
۵- سفر تثنیه؛ تکرار شرایع و مقررات و فرمان‌های اسفار قبلی از زبان حضرت موسی (ع) خطاب به بنی اسرائیل به‌طور اختصار و تعیین یوشع به‌عنوان رهبر بنی اسرائیل و درنهایت، درگذشت حضرت موسی (ع) پیغمبر است و، چون تکرار احکام و گزارش‌های قبلی است، گاه آن را «تکرار تورات» یا «تورات مکرر» گویند. در سنت یهودیت و مسیحیت، تورات را به موسی (ع) نسبت می‌دهند ولی چنین برداشتی ندارند که عین الفاظ تورات، وحی الهی است؛ لذا از این نظر با مسلمانان فرق دارند، زیرا مسلمین تورات تحریف نشده را عین وحی الهی می‌دانند.